# امرکا (استان اوپوله)
امرکا (به لهستانی: Ameryka) یک منطقهٔ مسکونی در لهستان است که در گمینا اولسنو (استان اوپوله) واقع شده‌است.